# 선득
선득(單得, ? ~ 기원전 126년) 또는 선덕(單德)은 전한 중기의 제후로, 개국공신 선녕의 증손이다.

## 행적
원광 5년(기원전 130년), 아버지 선고성의 뒤를 이어 창무후(昌武侯)에 봉해졌다.
원삭 3년(기원전 126년), 사람을 해쳤다. 20일 안에 피해자가 죽었고, 선득은 죄를 물어 기시되었다.

## 출전
- 사마천, 《사기》 권18 고조공신후자연표
- 반고, 《한서》 권16 고혜고후문공신표